# Baileys Irish Cream
Baileys Irish Cream és un licor de whisky irlandès i crema de llet, elaborat per Gilbeys a Irlanda. La marca comercial és actualment propietat de Diageo. Té un índex de volum d'alcohol declarat del 17%, comparable a altres cremes de licor com Amarula, Carolans i Sangster's, tot i que actualment se situa al voltant del 13%.

## Història i orígens
Baileys Irish Cream va ser creada per Gilbeys of Ireland, una divisió de International Distillers & Vintners, que estava buscant alguna cosa per introduir-se al mercat internacional. El procés de trobar un producte s'inicià el 1971 i va ser introduït el 1974 com la primera crema irlandesa al mercat.
La primera prova per a crear aquesta beguda però va produir-se cap al 1970 de la mà de David Dand que provava de mesclar crema i whisky irlandesos amb xocolata, sucre i vainilla. El procés no va ser gens fàcil, i després de 4 anys encara no se'n sortia, fins que va conèixer a un directiu d'una empresa de gelats el qual li explicà que existia una nova tecnologia usada en la indústria del gelat que impedia que els ingredients se separessin. Al final un cop aconseguida la beguda, era tanta la pressa per comercialitzar-la que en la primera tirada es van usar ampolles sobrants de whisky Redbreast.
El primer any de comercialització s'exportaren unes 600.000 ampolles d'Original Irish Cream. Un any més tard foren 900.000, i el tercer any la quantitat ascendí als 300 milions d'ampolles.
| «                                                                           | (anglès) Everyone loves cream, they said, and we love spirits and whiskey. But in the same bottle? Are you sure? We just smiled. Baileys, The Original Irish Cream. | (català) A tothom li agrada la crema, deien, i ens agradaven les begudes espirituoses i el whisky. Però en la mateixa ampolla? Segur? Vam somriure. Baileys, The Original Irish Cream. | » |
| — Text que es pot trobar a l'etiqueta posterior de les ampolles de Baileys. | | |   |

El nom Baileys i la signatura R.A. Bailey, van ser una invenció inspirada en l'Hotel Bailey's de Londres, ja que Bailey's havia sigut també el nom en clau del projecte i tot el grup de treball el trobava prou interessant perquè fos finalment també la marca comercial. Baileys va produir a Dublín amb un contracte a Newtownabbey.

## Manufactura

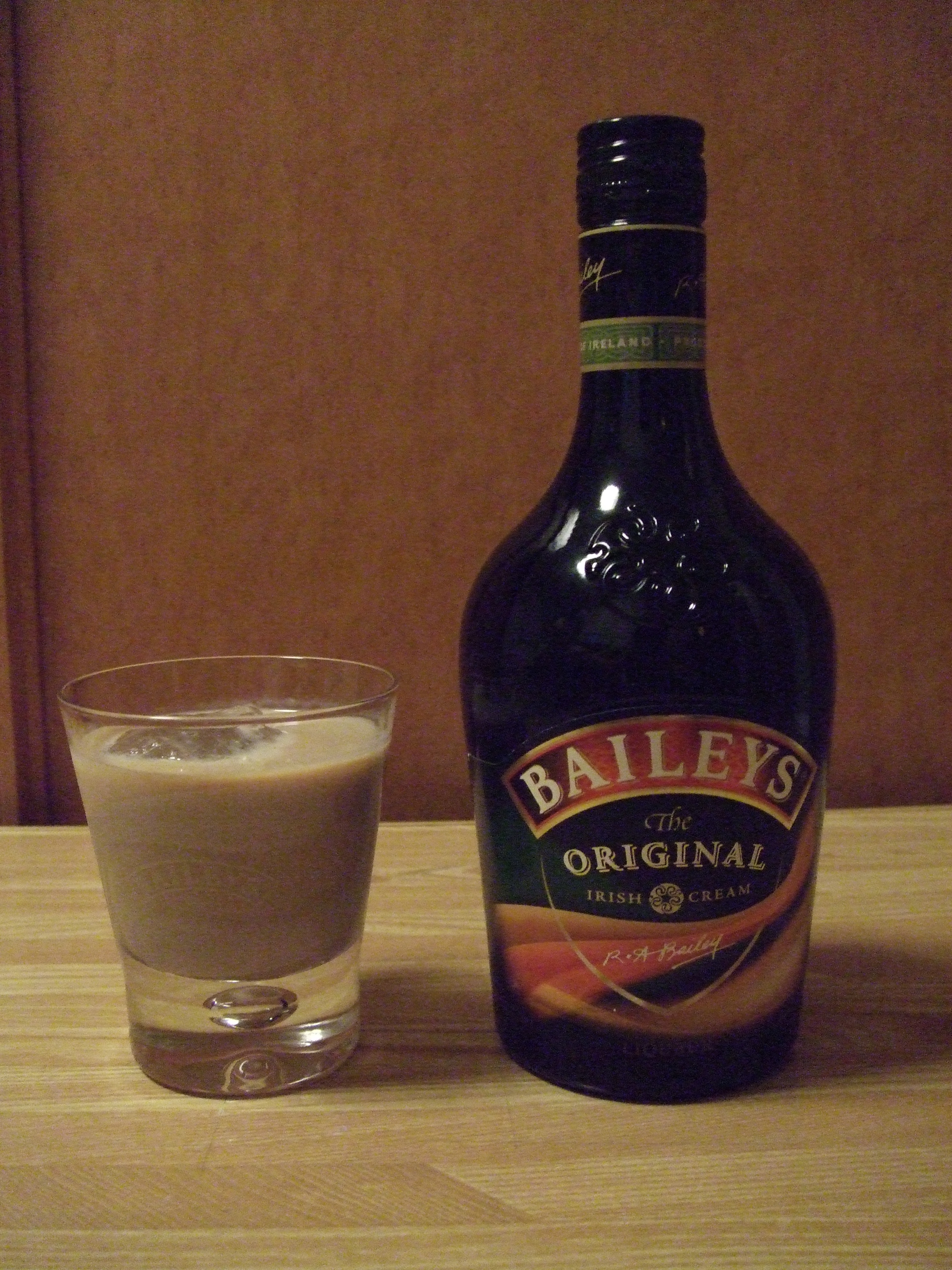
Ampolla i got de Baileys Irish Cream

L'alcohol i la crema, mesclats amb whisky irlandès de diverses destil·leries, són homogeneïtzats en una emulsió amb l'ajuda d'un emulsionant que conté oli vegetal refinat. Aquest procés evita la separació de l'alcohol respecte de la crema durant l'emmagatzematge. La quantitat d'altres ingredients no s'ha donat a conèixer però inclou herbes i sucre.
D'acord amb la manufacturera no es fa servir cap conservant, ja que l'alcohol ja conserva la crema. La crema utilitzada en la beguda prové de Glanbia, una companyia làctica d'Irlanda. La fàbrica de Glanbia's Virginia a County Cavan produeix varietats de farcits de greix de llet en pols i crema fresca. I ha sigut la principal proveïdora de crema als licors de Baileys Irish Cream des de fa més de trenta anys.

## Emmagatzematge i vida útil
Es calcula que la manufactura de Baileys Irish Cream té una vida útil d'uns 30 mesos garantint el sabor durant dos anys des del dia de la producció, obertura i conservació en un frigorífic, o no, sempre que no hagi estat emmagatzemat exposant-lo directament a la llum del sol a temperatures d'entre 0 i 25 °C (32 i 77°F).

## Valors nutricionals
La companyia Diageo que gestiona la propietat comercial de Baileys proveeix certa informació sobre els valors nutricionals d'aquesta beguda:
| Greix               | 13 g               |
| Greixos saturats    | 8 g                |
| Carbohidrats        | 25 g               |
| Proteïna            | 3g                 |
| Energia             | 1361 kJ (327 kcal) |
| Colesterol          | 10.04 g            |
| Sodi                | 0.08 g             |
| Fibres alimentàries | Nil                |
| Sacarosa            | 20 g               |
| Alcohol             | 13,5 g             |

Els ingredients de la beguda són: crema de llet, sucre, alcohol, maltodextrina, derivats làctics, extractes i aromes de cacau, whisky irlandès, colorant 150b, emulgent E471, i corrector de l'acidés E331. Conté al voltant d'un 50% de crema (proteïnes làctiques) de llet de vaca. A més de traces de lactosa (0,85-1,0%) i elements constitutius de la llet.

## Consum
Com en el cas de la llet, la crema pot quallar si entra en contacte amb un àcid feble. La llet i la crema contenen caseïna, la qual coagula, mesclada amb àcids febles com la llimona, aigua tònica, o traces de vi. Si bé aquest efecte no és gaire desitjable, alguns còctels fets amb Baileys busquen precisament aquesta coagulació.

## Varietat de sabors
El 2003, Bailey & Co. va provar de vendre Baileys Glide per al mercat alcopop. El producte però acabà discontinuat el 2006.
El 2005, Baileys va llençar al mercat les variants de xocolata amb menta i flam caramel·litzat en crema irlandesa amb un 17% ABV. Van ser presentats primer als aeroports del Regne unit i subsegüentment llençats al mercat del mateix Regne Unit, Estats Units, Austràlia i Canadà el 2006. El 2008, Baileys, després de l'èxit de les anteriors varietats de sabors, va llençar al mercat la variant de cafè de la seva crema irlandesa amb un 17% d'AB, seguida de la varietat amb sabor d'avellana el 2010. La companyia va provar les varietats premium de Baileys Gold, en diversos aeroports europeus el 2009. L'última varietat de sabor afegida a la família de Baileys va ser la de Biscotti, llençada el 2011, i una submarca premium el 2013 anomenada Baileys Chocolat Luxe, la qual combinava xocolata belga amb Baileys. La companyia va llençar també la varietat Vainilla -Canyella al mercat nord-americà el 2013.
Cap al 2010, després de 40 anys produint la beguda alcohòlica, Baileys va estrenar també una línia de beguda no alcohòlica de crema de cafè.

## Premis
Baileys ha guanyat nombroses competicions internacionals de begudes espirituoses, incloent la San Francisco World Spiritis Competition, Beverage Testing Institute, i d'altres, han avaluat la varietat de productes de Baileys. En general, Baileys se n'ha sortit prou bé bàsicament amb la seva clàssica crema irlandesa que és la que ha rebut els guardons més destacats.
El 2012 Baileys Original Irish Cream va guanyar la medalla d'or, i el 2011 guanyà el doble or en la San Francisco World Spirits Competition. De fet Baileys té el rècord d'haver guanyat més medalles en la San Francisco World Spirits Competition a la categoria de licors de crema.
Es diu que el Beverage Testing Institute li va atorgar valoració de 93 sobre 100, i el Wine Enthusiast Rating un 95 sobre 100. I segons International drinks industry journal, Impact International, el 2011 Baileys era la marca de licor més venuda del món i ocupava el 9è lloc en el rànquing internacional de les marques alcohòliques més venudes i de major qualitat.

## Combinats que contenen Baileys
- ABC - colpet d'Amaretto, Baileys i conyac
- B52
- Baby Guinness - Baileys i Tia Maria
- Baileys Frappe[16]
- BMW - colpet de Baileys, Malibú i whisky
- Cafè Baileys - amb una mida de Baileys en una tassa amb cafè i cobert de nata.
- Car Bomb
- China White
- Choc-o-hol
- Chocolate Coffee Kiss
- E.T
- Grandmother's slippers (beguda finesa)
- Irish Bar Maid
- Irish Carbomb
- Irish Dream
- Irish Lass
- Irish Lobotomy
- Mudslide
- Teddy Bear – colpet de vodka i Baileys
- The Ultimate French Toast Shot (Fireball Cinnamon Whisky, Butterscotch Liqueur, Baileys Irish Cream);[17]
- Trifàsic de Baileys - cigaló trifàsic amb Baileys